# Rue Jacquard (Paris)
Pour les articles homonymes, voir Rue Jacquard.
La rue Jacquard est une voie du 11e arrondissement de Paris, en France.

## Situation et accès
La rue Jacquard est une voie publique située dans le 11e arrondissement de Paris. Elle débute au 15, rue Ternaux et se termine au 52, rue Oberkampf.

## Origine du nom

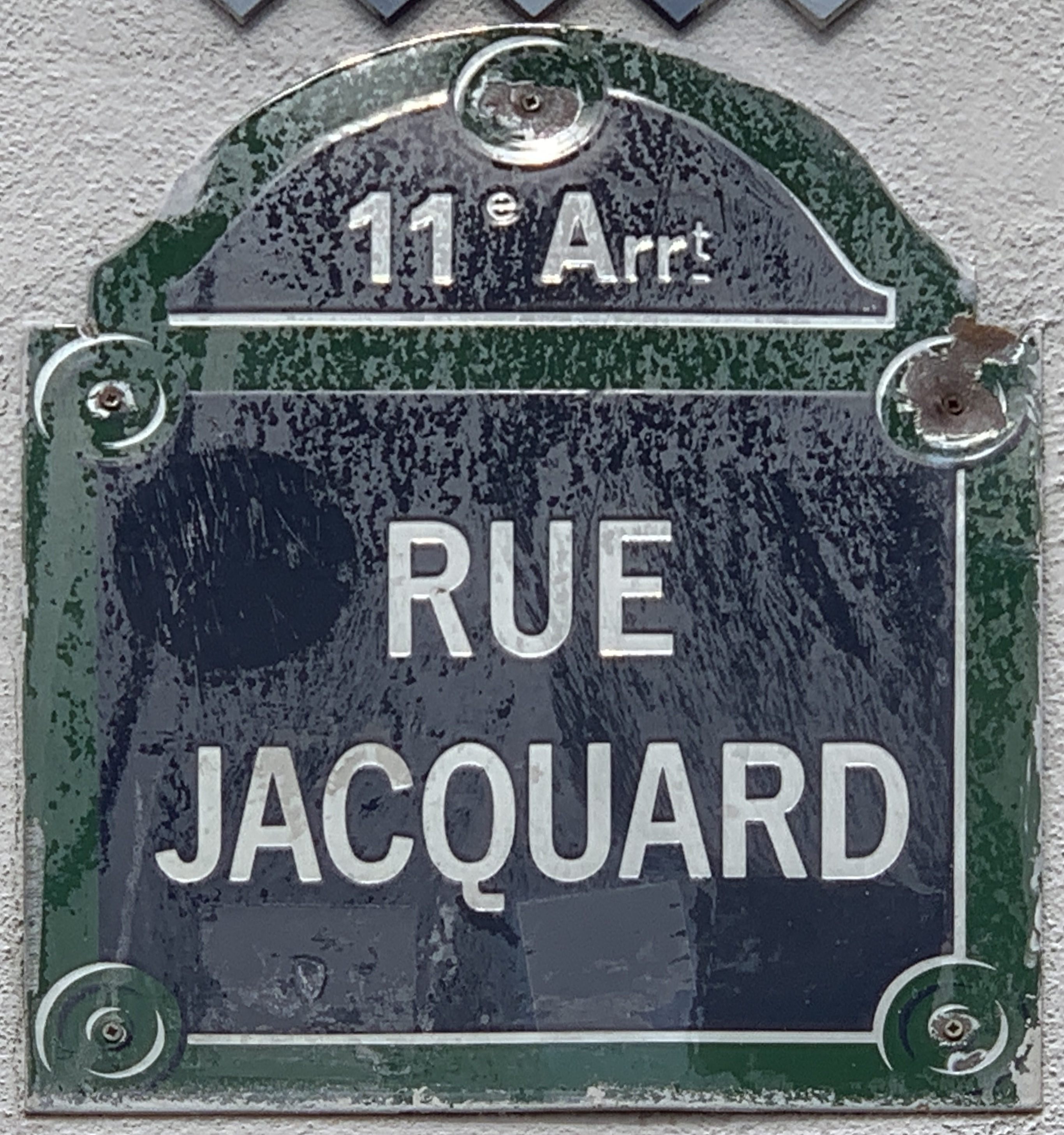
Plaque de la rue.

Elle porte le nom de l'inventeur français, Joseph Marie Jacquard (1752-1834), à qui l'on doit le métier à tisser semi-automatique, dit métier Jacquard. Le nom de la rue évoque l'ancienne activité industrielle du quartier.

## Historique
Cette voie est ouverte par ordonnance du 9 septembre 1829, en même temps que le marché Popincourt.
Elle prend sa dénomination actuelle par ordonnance du 5 août 1844.